# Hampsonodes fuscoma
Hampsonodes fuscoma är en fjärilsart som beskrevs av William Schaus 1906. Hampsonodes fuscoma ingår i släktet Hampsonodes och familjen nattflyn. Inga underarter finns listade i Catalogue of Life.